# Halysites
Halysites is een geslacht van uitgestorven koralen, dat voorkwam van het Midden-Ordovicium tot het Laat-Siluur. Met de naam Halysites, ook wel kettingkoralen genoemd, worden de vertegenwoordigers van een fossiel geslacht van koralen genoemd. Dit geslacht is alleen te vinden in het Onder-Paleozoïcum in de Ordovicische en Siluurse sedimenten in Europa, Azië, Afrika, Australië en Noord-Amerika.

## Beschrijving
Dit koraal was een kolonievormend organisme en wordt ook wel kettingkoraal genoemd. In deze kolonie stonden de ronde tot elliptische thecae (enkelvoud theca: het buisachtige kalkskelet van een individu) naast elkaar, onderling verbonden door een zeer klein buisje. Op dwarsdoorsnede vertoonden ze veel gelijkenis met de schakels van een ketting. De ketens waren recht tot gebogen, weken uiteen en kwamen weer bij elkaar, daarbij celachtige tussenruimten openlatend. Septa (dunne scheidingswanden in het kalkskelet of -schaal) waren ofwel niet aanwezig of gereduceerd tot een paar onopvallende stekeltjes. De wanden waren dik, de talrijke tabulae (horizontale platen) waren meestal vlak en horizontaal. Het geslacht bewoonde warme, ondiepe zeeën en riffen. De normale calyxdiameter bedroeg ongeveer 2 mm. De diameter van deze kolonie bedroeg ongeveer 5 tot 7,5 cm.

## Stratigrafische en geografische verspreiding
Dit geslacht kan worden gevonden in de sedimenten van het Paleozoïcum uit het Midden-Ordovicium (ongeveer 470 miljoen jaar geleden) en in het Siluur. Er zijn geen vondsten gedaan op de continenten van Zuid-Amerika en Antarctica. Deze koralen stierven 416 miljoen jaar geleden uit aan het einde van het Siluur.